# Halgerda stricklandi
Espèce
Halgerda stricklandi est une espèce de nudibranches du genre Halgerda et de la famille des Discodorididae.

## Répartition géographique
Décrite initialement de Ko Ha, Thaïlande, en mer d'Andaman, cette espèce a également été trouvée en Inde (Îles Andaman), en Indonésie, en Malaisie et en Birmanie (Îles Mergui).

## Habitat
Halgerda stricklandi se rencontre jusqu'à 13 m de profondeur et affectionne les récifs rocheux.

## Description
Halgerda stricklandi mesure de l'ordre de 35 mm.

### Morphologie externe
Le corps est ferme et lisse mais rigide. Le profil du corps est haut et le dos présente une série de tubercules coniques à pointe orange disposés en réseau réticulé. Un léger anneau blanc est présent juste en dessous des pointes orange des plus gros tubercules. La couleur de fond du dos et du pied est blanchâtre avec une teinte grise. De petits tubercules orange sont dispersés sur tout le dos s'étendant jusqu'à la bordure du manteau. Quatre points médians relient ce réseau. Les tentacules buccaux sont courts et digitiformes. Le pied est large avec une marge orange.
Les longs rhinophores sont effilés vers les pointes et inclinés vers l'arrière. Les rhinophores, blancs translucides, présentent de 17 à 19 lamelles transversales qui sont rehaussées de noir sur la face antérieure. Les rhinophores ont une coloration jaune sur la moitié supérieure. Une ligne verticale noire est présente le long de la face postérieure sur toute la longueur de chaque rhinophore.
Les branchies possèdent quatre feuilles branchiales qui sont pennées. Ces feuilles arborent des taches noires sur la face antérieure des branches. L'intérieur des tiges branchiales présente de nombreuses structures glandulaires translucides et aplaties. La papille anale est longue et tubulaire avec une coloration noire sur les côtés postérieur et antérieur.

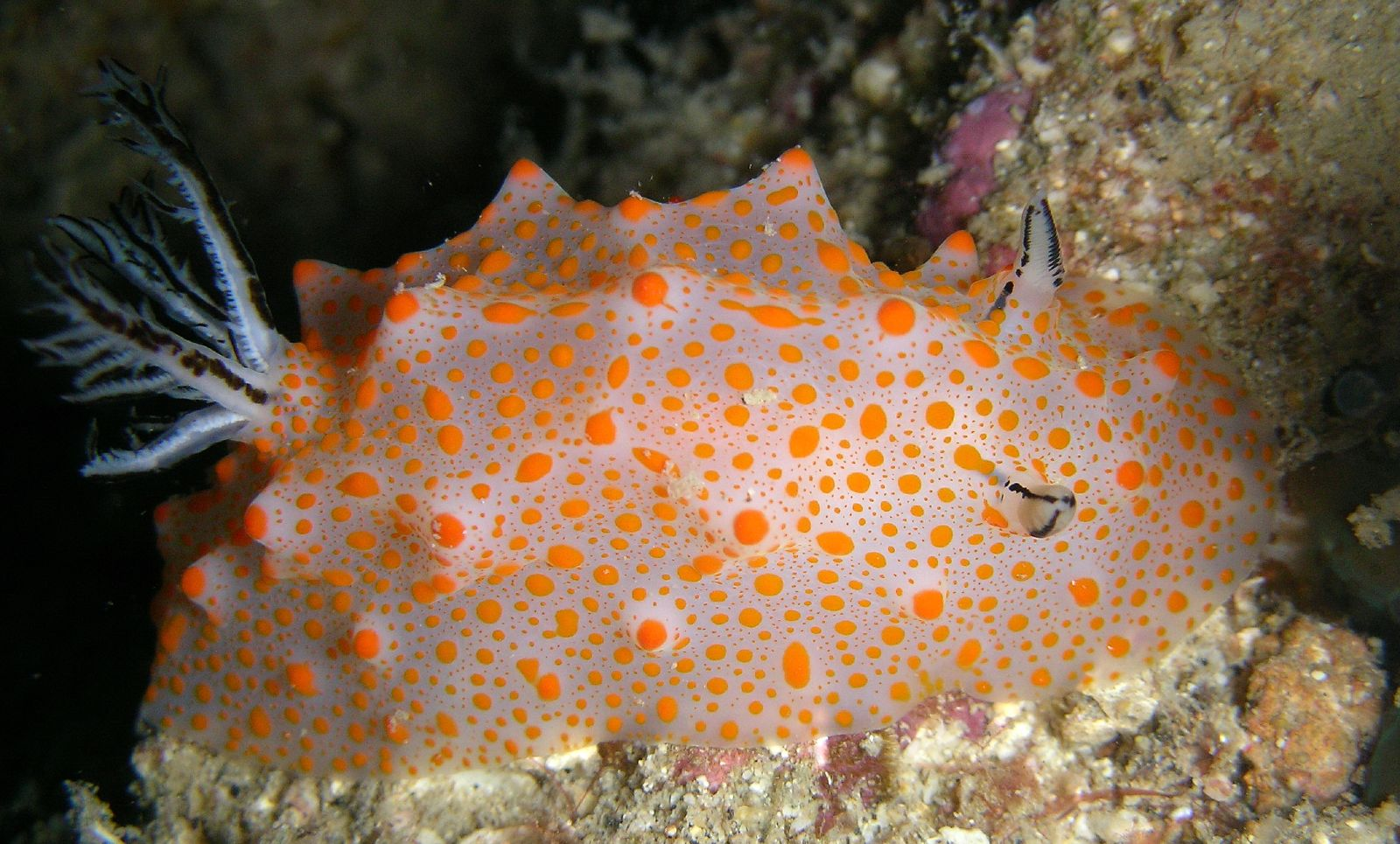
Halgerda stricklandi

### Armature buccale
La masse buccale n'est pas pigmentée. La cuticule labiale est lisse et dépourvue de tout bâtonnet dans la mâchoire. Le sac radulaire est allongé et s'étend bien derrière l'extrémité postérieure de la masse buccale. La radula de l'holotype a une formule de 58 x 53.0.53. Les dents latérales médianes sont hamatées. Les quelque cinq dents latérales internes sont plus petites et ont des crochets plus courts que les dents latérales moyennes. Les trois dents latérales externes sont beaucoup plus petites que les dents latérales internes et moyennes et ont des denticules émoussés.

### Système reproductif
Le système de reproduction est triaulique. La large ampoule est allongée avec une seule courbe. L'ampoule se rétrécit dans le canal post-ampullaire qui bifurque dans le canal déférent et l'oviducte. L'oviducte est court et pénètre dans la masse glandulaire femelle. Le court canal déférent se sépare de l'ampoule et s'élargit dans la grande partie très étendue de la prostate glandulaire. La prostate se compose de deux parties glandulaires distinctes qui sont bien différenciés comme la prostate de la plupart des autres membres du genre Halgerda. La partie musculaire du canal déférent sort de la prostate par un long canal unique et alambiqué puis s'élargit fortement pour former le large bulbe pénien. La masse de la glande femelle est à peu près de la même taille que celle de la prostate. Le court canal utérin émerge de la masse glandulaire féminine et rejoint les réceptacles séminaux sphériques près de sa base. Le canal qui relie le réceptacle et la bourse est long et alambiqué. Le réceptacle séminal est plus petit que la bourse copulatrice. La grande bourse à paroi mince est recouverte par la prostate. Le canal vaginal qui émerge de la base de la bourse copulatrice est long et mince. Près de sa sortie, à côté de la base de l'ouverture masculine, se trouve une partie élargie et manifestement glandulaire du vagin. L'ouverture génitale est grande et large et l'intérieur présente une pigmentation foncée.
[vidéo] « Halgerda stricklandi », sur YouTube (consulté le 12 août 2020)

## Publication originale
- Fahey, S. J., Gosliner, T. M. 1999. Preliminary Phylogeny of Halgerda (Nudibranchia: Halgerdidae) from the tropical Indo-Pacific, with descriptions of three new species. Proceedings of the California Academy of Sciences, 51(11): 425-448. BHL p.426 Halgerda stricklandi sp. nov.

## Étymologie
Cette espèce a été nommée en l'honneur de Mark Strickland qui a collecté et photographié l'holotype et qui a fourni de nombreuses photographies et spécimen aux auteurs.

## Espèces similaires
Halgerda stricklandi est assez similaire à Halgerda malesso et à Halgerda carlsoni. Halgerda stricklandi peut cependant être différenciée, par exemple d'un point de vue de sa morphologie externe, par les rhinophores et par les branchies.

## Halgerda stricklandiet l'Homme
Cette espèce, comme d'autres nudibranches, fait l'objet de recherches sur les propriétés antibiotiques de ses tissus.